# Villematier
Villematier è un comune francese di 1 020 abitanti situato nel dipartimento dell'Alta Garonna nella regione dell'Occitania.

## Società

### Evoluzione demografica
Abitanti censiti

## Monumenti

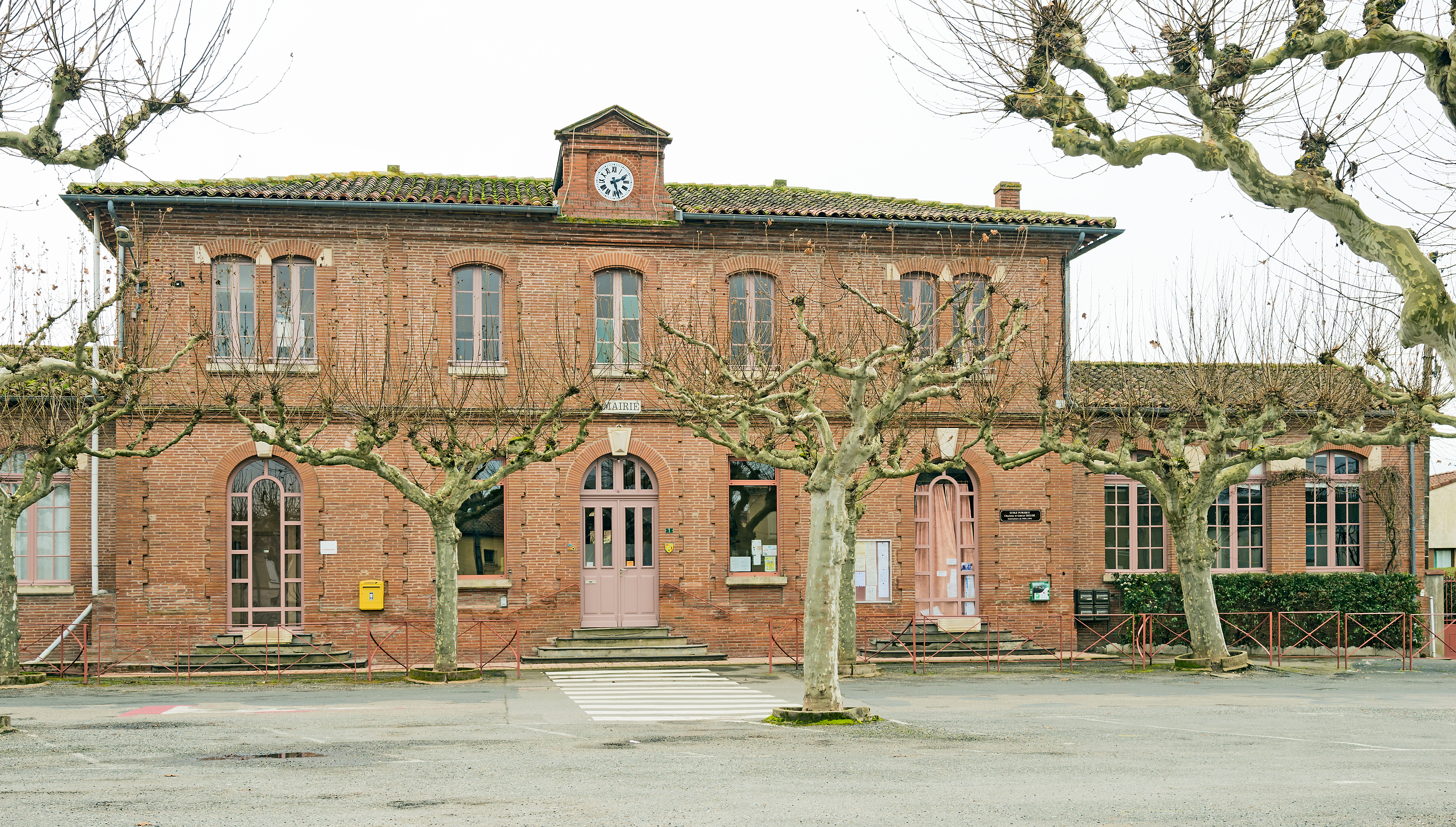
Il municipio.
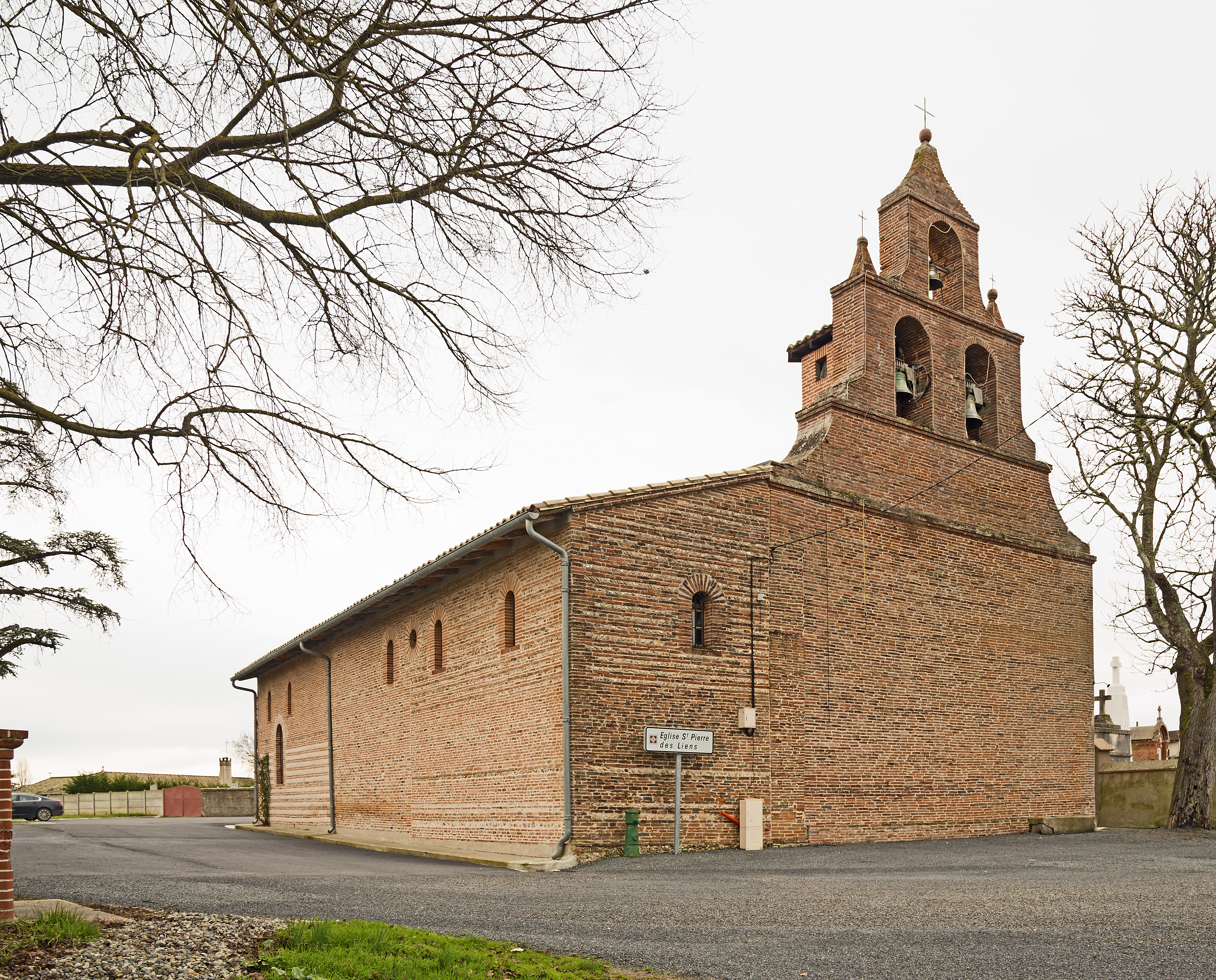
La Chiesa "Saint-Pierre des Liens".